# Julius Petersen (läkare)
Jacob Julius Petersen, född den 29 december 1840 i Rønne, död den 28 maj 1912 i Köpenhamn, var en dansk läkare. Han var far till Hans och Jon Julius Munch-Petersen.
Petersen blev 1865 medicine kandidat och 1869 medicine doktor, 1889 docent och var 1893–1911 professor i medicinsk historia vid Köpenhamns universitet. Han skrev Hovedmomenter i den medicinske Lægekunsts historiske Udvikling (1876) och Den medicinske Kliniks ældre Historie (1890), bägge översatta till tyska, Koleraepidemierne, særlig i Danmark (1892), Den danske Lægevidenskab 1700-1750 (1893), Kopper og Koppeindpodning (1896), Bartholinerne og Kredsen om dem (1898) samt talrika artiklar i tidskrifter och internationella samlingsverk.

## Utmärkelser
- Riddare av Dannebrogorden,  1898[3]
- Dannebrogsmännens hederstecken,  1911[3]

[Redigera Wikidata]